# 小浜行隆
小浜 行隆（おはま ゆきたか、貞享元年（1684年） - 宝暦3年12月3日（1753年11月27日））は、江戸時代中期の旗本。小浜広隆の子。母は安部信之の娘。通称は民松、孫三郎。兄に亀之助、姉に大久保忠明室（のちに離縁）。室は内田正衆の娘（のちに離縁）。子女に民松（早世）、小浜矩隆室（のちに離縁）、小浜季隆、高力長貫（高力長行養子）、坪内定孝室、助吉、小浜朝隆、永見為章室（のちに離縁）、仙石状久（仙石久住養子）、ほかに女子1人。
宝永2年（1705年）に父の広隆が没して家督を継ぐ。同年に摂津国の領地を越後国蒲原郡内6000石に移され、知行所を沢海に置く。享保9年（1724年）3月15日に大坂御船手となり、同年に布衣を着ることを許される。享保14年（1729年）3月29日、職を辞する。享保15年12月3日（1731年）に隠居して家督を子の小浜季隆に譲り、宝暦3年（1753年）に70歳で没した。法名は無三。墓所は、東京都文京区駒込の吉祥寺。子孫はのちに4000石となるが、幕末に至るまで存続した。

## 系譜
- 父：小浜広隆
- 母：安部信之の娘
- 妻：内田正衆の娘（のちに離縁）
- 生母不明の子女
  - 男子：民松（早世）
  - 女子：小浜矩隆室（のちに離縁）
  - 男子：小浜季隆
  - 男子：高力長貫（高力長行の養子）
  - 女子：坪内定孝室
  - 男子：助吉
  - 男子：小浜朝隆
  - 女子：永見為章室（のちに離縁）
  - 男子：仙石状久（仙石久住の養子）
  - 女子